# Lucio Muniz
Juan María Lucio Muniz (Treinta y Tres, 16 de mayo de 1939 - Montevideo, 3 de abril de 2017) fue un poeta, compositor, músico, cantante y artista plástico uruguayo.

## Biografía
Nació en la ciudad de Treinta y Tres el 16 de mayo de 1939, fruto del matrimonio de Tomás Baldomero Muniz y María del Carmen Muniz, del cual es el sexto hijo. En enero de 1942 la familia se radicó en Montevideo.
Se casó con Ana María Mariño con quien tuvo seis hijos: Gabriel, Leonardo, Trilce, Laura, Leonel y Fabián. 
Vuelve a radicarse en Treinta y Tres en 1969, aunque sus visitas a esta ciudad habían sido continuas.
Cuatro de sus hijos le dieron 7 nietos:  Sofía, Lucas, Rafaela, Cecilia, Anahí, Ernesto y Alexandre. 
En 1972 dirigió un programa de radio llamado "Encuentro", posición de la cual fue retirado luego del primer allanamiento a su casa. En 1977 fue despedido de la empresa ONDA en la cual trabajaba desde 1955. En los años de dictadura cívico-militar (1973-1985), sufrió persecuciones, varios allanamientos más y encarcelamiento en el Batallón 10. Luego de su liberación pasó un tiempo recuperándose de los malos tratos recibidos en ese establecimiento.
En 1987 regresó a Montevideo. En el año 2000, contrajo matrimonio con Margarita Goday Tristant, con quien convivió hasta su fallecimiento el 3 de abril de 2017, habiendo alternado los últimos años residencia entre Santa Rosa y Montevideo.

### Vida literaria
Su vocación artística tiene influencia de su padre —reconocido poeta, guitarrista y periodista— y de un ambiente vernáculo y universal en el cual convivió de niño.
Hacia 1963 comenzaron a salir publicados sus poemas en las revistas literarias "Aquí, Poesía" y "Cuadernos de Mercedes". Al año siguiente, esta última editó su primera obra de poemas titulada "Piel y ceniza". En 1967 recibió un Premio del Ministerio de Instrucción Pública por su obra de poemas, titulada "Octubre" y el "Premio Aquí Poesía" por "Todo el otoño".
"Su poética es cotidianamente universal, en una dialéctica entre lo íntimo y lo trascendente, haciendo enclave en la trascendencia de eso íntimo, y construyendo un yo propio con el que lee, confesándose él mismo lector: Para apresar un poema ajeno /es necesario / aspirarlo en silencio muchas veces / y muchas en voz alta; / hay que buscar interiormente («Breve reflexión sobre la poesía», en Clave de sombra, Ediciones de la Crítica, 1996)".
En el período dictatorial solo editó el libro "Poemas para viaje", cuyo tema central es el exilio de algunos amigos y  contiene sutilezas y alusiones muy comunes entre los artistas de la época que debieron enfrentar la censura. Otros poemas escritos en esta época fueron recogidos y editados en 1987 en la obra "Poemas del Testigo" , cuyo carácter es definido por el autor en su presentación:

Estos poemas fueron escritos durante los años de mordaza. En ellos he intentado reflejar silencios, barrotes, miserias.

### Compositor y músico
Además de su faceta poética, desarrolló una intensa labor como músico, componiendo canciones o interpretando él mismo sus textos. Es coautor de canciones de artistas uruguayos como Alfredo Zitarrosa, Santiago Chalar, Los Zucará, Carlos Benavides, Solipalma, Carlos Gutiérrez, Ruben Aldave, Walter Seruga, María Elena Melo y Braulio López entre muchos otros.
La primera canción de su autoría registrada en disco fue la milonga cruzada «De no olvidar» que, en 1966  formó parte del primer larga duración de Alfredo Zitarrosa (Canta Zitarrosa, Tonal cP 040). En el año 1982 fue grabada con otra música por Carlos María Fossati, en su álbum "Hasta sucumbir". En el siglo XXI ha sido revitalizada por la interpretación de La Vela Puerca, Alejandro Balbis y Milongas Extremas.» 
Desde 1970 crece la integración de sus canciones en los repertorios de muchos intérpretes uruguayos.
Editó más de diez álbumes producidos como solista o en colaboración con otros artistas. De estos últimos, cabe destacar el álbum de 1978 "Calles", realizado junto al dúo Los Zucará, los cuales popularizaron además, su canción "En tu imagen", considerada por los rochenses como un himno a su departamento y declarada en tal carácter por la Junta Departamental de Rocha.
Son representativas de su relación con el dúo Los Zucará, además de la ya mencionada "En tu imagen", sus canciones: "Ivané", "Polca de bichos", "Domingo y feria" (dedicada a la Feria de Tristán Narvaja), "Calles Anchas" (dedicada a la ciudad de Treinta y Tres), "Cuareim Sur" (que refiere al famoso Conventillo Mediomundo), "Cuando", "Hombre". 
Alrededor de doscientos de sus textos han sido grabados en distintos álbumes, y muchas de sus canciones han sido interpretadas por varios artistas.
Muniz también es autor de páginas guitarrísticas. En 1965, compuso y grabó la música para el documental "En marcha", de Alberto Miller, proyectado en el Festival de Cine Nacional auspiciado por el SODRE. En 2005 Muniz reúne algunas de sus composiciones instrumentales en el álbum "Manos para la guitarra" - Obras instrumentales de Lucio Muniz (Orion-FONAM, 2005), donde participan los guitarristas Ana Inés Zeballos, Ramiro Agriel, Robert Ravera, Mario Payssé, Eduardo Larbanois, Leonel Muniz, Bruno Casciani y Heber Marco.

## Intérprete
En 1976 grabó su primer disco simple con dos canciones en el cual interpretó sus propias canciones: «Del que espera» y «A don Tomás», para el sello Orfeo y continúa su discografía (solista o colectiva) hasta sumar más de 70 canciones, con  solos de guitarra, acompañamientos guitarrísticos, poemas dichos, o palabras e introducciones al canto de los distintos intérpretes.
Son emblemáticas de su labor como intérprete, sus canciones "A mi calle", "Claraboya", "A Don Tomás" (dedicada a su padre), "Boliches viejos", "Poema de Octubre", "Vals de Abril", "La Magnolia del Maciel". Esta última escrita durante su internación en la Sala Bienhechores del Hospital Maciel, a causa de una grave enfermedad.
Junto a Santiago Chalar, interpretó a dúo su texto "Flor y Piedra" de su álbum "Cuando es dura la copla", que resulta además novedoso por la alternancia de dos ritmos musicales folclóricos.
Como intérprete de guitarra, además de acompañarse en la mayoría de sus canciones, acompañó a su amigo Alfredo Zitarrosa en su primer LP, Canta Zitarrosa (de 1966) en la "Milonga para una Niña".

## Discografía
- Simple (Orfeo. 1976)
- Boliches viejos (Sondor. 1978)
- Savia (Sondor. 1979)
- Calles (con Los Zucará. 1980)
- Cuando es dura la copla (Sondor. 1981)
- Entretodos (Sondor, junto a artistas invitados. 1982)
- Vertientes (R.C.A. VICTOR, junto a artistas invitados. 1983)
- Guitarra libre nomás (1985)
- Viento esteño (en coautoria con Walter Seruga y con la participación de Maruja Santullo, Washington Carrasco y Cristina Fernández, José Luis Guerra y Jorge Burgos. Sondor. 1993)
- Propuestas (con Walter Seruga, 1995)
- Primera antología personal (1978 – 1993) (Sondor. 1996)
- Retrato (Sondor. 2008)

### Obras colectivas
- Folclore con Humor (Sondor. 1976)
- Alborada (Sondor-Radio Sport. 1978)
- Gurí (Sondor. 1978)
- Uruguay (Sondor. 1980)
- A los 17 (Sello Manchester, casete del programa radial "Americando". 1990)
- Fogón oriental (Sondor. 1995)

### Reediciones
- Calles (con Los Zucará, 1998)

## Obras literarias

### Libros publicados
-  "Piel y Ceniza", poesía, Editorial Cuadernos de Mercedes, 1964.
- "Octubre", poesía, Edición de "Aquí, Poesía", (Premio Ministerio de Instrucción Pública, 1967).
- "Todo el otoño", poesía, Editorial Signo, (Premio V Aniversario de "Aquí, Poesía", 1967).
- "Hombre", poesía, Editorial y Librería Ejido, 1971.
- "Poemas para viaje", Acali, 1980.
- "Octubre", con texto de Jorge Medina Vidal, reedición, Acali, 1980.
- "Los Rostros", carpeta de pintura y poesía, conjuntamente con el plástico Antonio Lista, Ediciones de la Crítica, prólogo de Juan Carlos Legido, 1986
.
- "Poemas del Testigo", Ediciones de la Crítica, presentado por Saúl Ibargoyen Islas, 1987.
- "Instantánea", Plaqueta de poesía, Ediciones de la Crítica, prólogo de Juan Carlos Legido, 1988.
- "15 perfiles rochenses", Entrevistas, edición de la Intendencia Municipal de Rocha, 1992.
- "Treinta y tres en quince nombres", Entrevistas, Ediciones de la Crítica, 1992.
- "Uruguayos de Raíz Vasca", entrevistas, Ed. del CENTRO EUSKARO-ESPAÑOL, Montevideo, 1994.
- "Clave de sombra", Ediciones de la Crítica, con prólogo de Gustavo Espinosa, 1996.
- "Andar en versos", poesía, prólogo de Mericy Caétano, Ediciones de la Crítica, 1997.
- "Antología mínima de poemas breves", Ediciones Piratas, Publicación artesanal, 1997.
- "Escalas de la noche", poesía, Ediciones de la Crítica, 1998.
- "Uruguayos de memoria", Entrevistas, con prólogo de Mario Delgado Aparaín, Editorial Fin de Siglo, 1998.
- "Versos en cuatro estaciones", separata de "De Aquí y De Allá" (Treinta y Tres) y separata de “Panorama de la Aguada”, 1999.
-  “Escalas de la noche”, poesía, Edición bilingüe. Brescia, Italia, 1999.
- "ÚLTIMA ZONA", -Poemas desde la computadora-, Ediciones de la Crítica, con prólogo de Selva Casal, 1999.
- "Sin amor", poesía, Edición electrónica, Brescia, Italia, 2001. 
- "PALABRA LLANA", poesía, prologado por el profesor Oscar Yáñez, Edición electrónica, Brescia, Italia, 2002.
- "BREVES POEMAS CON LUNA y otros poemas", Ediciones de la Crítica, con prólogo de Roberto Genta Dorado, 2003.
- "Cambiar la voz", prologado por el poeta Salvador Bécquer Puig, Ediciones La Gotera, 2006.
- "Llave de sangre", con prólogo de Claudia Carneiro Viana, Ediciones La Gotera, 2006.
- "Antología Brevísima", Selección de Gustavo Espinosa, en separata de “El Mangangá amarillo” (Treinta y Tres), 2006.
- "Serafín J. García, poeta social", Ensayo, con palabras de Hugo Bervejillo y prólogo de Alfredo Gravina, Edición de "La Crítica" y "La Gotera", 2007.
- "Tras los lentes", poesía, Ediciones La Gotera, 2007.
- "Despoemar", poesía, Ediciones de La Gotera, Prólogo de la licenciada Marianela González, 2007.
-  Prólogo a "Osiris Rodríguez Castillos, pionero del canto popular" (biografía) de Hamid Nazabay, Fonam, 2009.
- “Desde Sarandí del Yí”, poesía, edición de la Intendencia de Durazno, 2010.
- "Instantánea", reedición de la plaqueta, Intendencia Municipal de Montevideo, 2011.
- "El Juego del Tiempo", poesía, Edición de Revista de poesía LO QUE VENDRÁ / colección A FUEGO LENTO. 2011
- "de-generaciones (presencia del poeta)", poesía, Edición de Revista de poesía LO QUE VENDRÁ, 2012
- "Señal de vida / Seis sonetos acrósticos / Ocho sonetos pictóricos", poesía, Separata del Semanario Todas Las Voces (Sarandí del Yi), 2014
- "y el mundo simplemente era (Memorias desordenadas)", ensayo autobiográfico, Yaugurú, 2014
-"El Uruguay en Canciones", 2017

## Conferencias
- Bases para un relevamiento cultural de Treinta y Tres (llevada a cabo en la Biblioteca Nacional el 1982, publicada por la revista "Hoy es historia", 1992)

## Reconocimientos
En 2010 Muniz fue declarado ciudadano ilustre de Montevideo, además de haber recibido otras importantes distinciones:
- 1987 -Plaqueta - en el Festival Derrochando Coplas

- 1995- Plaqueta- en el Country Club Lagomar

- 2003- La Guitarra Olimareña - Festival Maestro Ruben Lena

- 2008- Socio de honor de SUDEI

- 2011- El Sol de Rocha - Intendencia Municipal de Rocha

- 2012- Fundación Lolita Rubial - Premio Morosoli de Plata
- 2016- Premio Guitarra Negra
- 2017- Medalla de Reconocimiento de la Intendencia Municipal de Treinta y Tres y del MEC por su aporte a la Cultura